# 장조윤
장조윤(1988년 1월 1일 ~ )은 대한민국의 전직 축구 선수로 선수 시절 공격수로 활동했다.